# 3623 Chaplin
A 3623 Chaplin (ideiglenes jelöléssel 1981 TG2) a Naprendszer kisbolygóövében található aszteroida. Ljudmila Georgijevna Karacskina fedezte fel 1981. október 4-én.